# ザ・ムーン
『ザ・ムーン』は、ジョージ秋山による漫画作品である。『週刊少年サンデー』（小学館）において、1972年14号から1973年18号まで掲載された。サンコミックス（朝日ソノラマ）にて単行本化され、後に文庫化もされている。

## あらすじ
ザ・ムーンとは、大富豪の魔魔男爵が二兆五千億円（当時）を費やして作り上げた巨大ロボットである。「神は死んだ」と語る男爵は、悪がはびこる世界への怒りから力こそ正義であると考え、新たな神としてムーンを作った。そして本当の正義を見つけ出せる純粋な心を持った少年たちにその操作を預ける。サンスウ・シャカイ・カテイカ・タイソウ（サンスウの弟）・ズコウ・リカ兄弟（双子）・オンガク・ヨウチエン（オンガクの弟）という、変わった名前を持つ9人の少年少女たちが心を合わせた時に、ムーンは動く。（般若心経を唱えて精神統一を行ない、念力で空中浮遊～飛行も可能となる）
少年たちは、真の正義と平和のためと言って日本に水爆を落とそうとする連合正義軍や、老人の悲哀を訴えて悪事を尽くす春秋伯爵を相手に、人びとの幸せのために勇敢に戦い続ける。男爵の手下である糞虫という不思議な忍者風の男がそれを助けてゆく。少年読者を意識した設定ながら、街なかに晒される生首や、ハンマーで額に釘を打つ殺人者など、秋山独特の不気味な描写に彩られて物語は展開し、少年漫画とは思えない無残な結末へと向かってゆく。

## 物語全体の流れ

### 第一話　連合正義軍の平和
魔魔男爵は九人の少年少女に巨大ロボット「ザ・ムーン」を与える。そして、男爵の下僕“糞虫”が影となり九人の警護につく。
都内では首が晒しものにされる生首事件が発生。カテイカは何者かに誘拐されてしまう。残された子供らはカテイカを誘拐した組織をつきとめサーカス団の「ビッグ魔法団」に潜入する。
子供らは誘拐犯に捕らわれてしまうもザ・ムーンを動かすことに成功、窮地を脱するのであった。
サーカス団を背後で動かしているのが“未来”という男だ。
一方、サンスウの前にバイクで疾走する“正義”と名乗る仮面の男が現れる。さらに仮面の男の集団が現れサンスウに「我ら連合正義軍」と叫ぶとその場を去って行く。
その後も仮面の男は現れサンスウに招待状を渡す。仮面の男は仲間になるよう誘うもサンスウはこれを拒否する。
ザ・ムーンの前に集結した子供らの前に“国家機密”を携えた男が現れその場で倒れてしまう。その中にはマイクロフィルムが隠されており水爆投下に関する情報が写されていた。
再び仮面の男がサンスウの前に登場。「我々の偉大な指導者は未来で日本のとある場所に水爆を落とす。君も仲間になるように」と勧めるのであった。
連合正義軍は水爆ミサイルを搭載したトレーラーとバイクで道路を疾走。ザ・ムーンが現れこれを阻止するが、ミサイルは海中に没してしまう。
連合正義軍の水爆投下目標は四国であった。彼らは投下後、何十万の犠牲者に黙祷を捧げた後自決する覚悟でいた。
ザ・ムーンは陸上に上がるが、そこには巨大オランウータンが待ち受けていた。この生物は連合正義軍が30億円の研究費を投じて製作したサイボーグで猿の脳を搭載していた。
しかし、時は満月の夜、ザ・ムーンの三日形胸部ブロックが満月と重なり破壊光線(フルムーンアタック)を発射してサイボーグを粉砕する。
サンスウの前に一人の仮面の男が立ちはだかり切腹する。彼の正体はサンスウの先輩である流であった。彼は「直に水爆が四国に向けて発射される」と言い残して死んでしまう。
水爆ミサイルが遂に発射される。ザ・ムーンがこれを両手で掴んでそのまま海に入り、陸地から遠く離れた海中で水爆は爆発、第一話が終了する。

### 第二話　湖底の黄金
九人の子どもたちに日常が戻り普段の通学生活が始まる。そこへ踊次郎が転入してくる。しかし、なぜか彼は路上の通行人(実は人形)の額に釘を次々と打ち込み、それをサンスウらに目撃させる事件が続いた。
その中で再び、九人の子どもたちの前に消滅したと思っていたザ・ムーンが現れる。ザ・ムーンは魔魔男爵によって海中より引き上げられていたのであった。
台風の夜、踊は九人をダム湖へと誘導する。湖底に眠っている黄金をザ・ムーンで引き上げるためだった。
しかし、ダムに亀裂が入り決壊が目前となる。決壊はザ・ムーンの活躍で防がれ、踊は計画を断念して仲間と警察に逮捕される。

### 第三話　春秋伯爵のユートピア
鉄人間が路上を彷徨い人を襲う事件が発生。首謀者の春秋伯爵は大邸宅に住み、巨体な水槽で美女を泳がせるなど贅を尽くした生活を送っていた。しかも巨大な飛行ロボット「ファーブル」を操りザ・ムーンを攻撃し右腕をもぎ取ってしまう。九人の子どもたちで唱える般若心経がサイコキネシスとなり、ザ・ムーンが浮遊する。しかし、飛来した何十体ものファーブルにザ・ムーンが連れ去られてしまう。
サンスウは一人で春秋伯爵の屋敷に忍び込むが庭の中からザ・ムーンが出現し、九人を襲ってくる。伯爵は自らの脳波でザ・ムーンを動かすことが出来るのだ。さらにファーブルが続々と飛来、しかし、九人は般若心経でザ・ムーンを飛行させファーブルを撃退。伯爵は敗北する。

### 第四話　白原に死す
大雪が降り、つららが空から降ってくる。そして晴れると巨大UFOが出現。やがて日常の身の回りのものが消えるという事件が頻発するようになる。ついにはサンスウとカテイカが消えてしまう。
残された少年らは草むらで話のできる犬(ケンネル星人)を拾うが、下北沢を介して豪商の木の国屋商衛門に連れ去られてしまう。ケンネル星人は、下北沢から木の国屋が買い取った。
サンスウとカテイカは無事戻ってきた。二人はUFOに連れ去られ代表のセントバーナー提督と会談したのだ。
もう一人のケンネル星人（探索隊員）が現れるがやはり木の国屋に拉致されてしまう。ケンネル星人は地球人との友好を目的に地球を訪れたが、木の国屋は商売目的で星人との取引をする気でいた。
東京上空にUFOの大群が出現する。サンスウは中田首相に接触し、提督との会談の内容について話す。首相はついに提督と会談する。提督は首相に地球生物をカビで死滅させることを告げ、人間がどうするかを見届けたいと語る。
東京に巨大ロボット「黒龍号」が出現しザ・ムーンを連れ去り埋めてしまう。そして世界はカビに覆われていく。
九人の子供達はザ・ムーンを呼び起こし、カビ発生装置を破壊しようとするが、肝心の装置を目前に子供らは次々に倒れてザ・ムーンも動けなくなってしまう。
あと一歩という所で地球を救う望みを絶たれたサンスウはカビに体を蝕まれながらも、諦め切れない無念の慟哭と共にムーンの名を絶叫し、ザ・ムーンが涙を流す中、絶望的な最期を暗示させつつ明確な結末を掲示しないまま物語は幕を閉じる。

## 登場キャラクター
サンスウ
9人の少年のリーダー。責任感と行動力にあふれる少年。
カテイカ
9人の少年の紅一点。刑事の父と二人暮し。
シャカイ
9人の少年の副リーダー。斜に構えたクールな少年。
ズコウ
9人の少年の一人。小太りで図画工作が得意。
リカ兄弟
9人の少年の一人。メガネをかけた双子の兄弟。科学知識に優れる。
タイソウ
9人の少年の一人。サンスウの弟。身が軽い。
オンガク
9人の少年の一人。ヨウチエンの兄。
ヨウチエン
9人の少年の一人。よちよち歩きの幼児だが、自分の使命を理解している。
魔魔男爵
ムーンを金にあかせて製作した（させた）大富豪。自分は心が汚れているので、サンスウたちにムーンを任せたのだと言う。月に一度食事会を開き、彼らの活躍を聞くのを楽しみにしている。
糞虫
魔魔男爵子飼いの下忍。優れた戦闘力で男爵の護衛や、サンスウたちのバックアップをするが、本来は穢れ仕事を担当していたと思われる。
男爵との「お前はなんだ?!」「はーっ、糞にございます」「糞とは何だ?!」「はーっ、この世で一番汚いものにございます」というやり取りは本作品の名物。糞虫は魔魔男爵以外の人間とは一切言葉を交わさない。

## 用語解説
ザ・ムーン
魔魔男爵が世の悪に憤り、アメリカの年間宇宙研究費と同額を費やして建造させたロボット。胸部ブロックは、上部が開口した三日月型。
平常時は丘の上にある金属製の格納庫の中に格納されている為か、ムーンの存在を秘密裏にされている気配は無く、地元の住民や敵対組織（連合正義軍等）からも公然と認知されている。
9人の少年の脳波をキャッチすると頭部に9個並んだランプが順次点灯、全員の思考が一致することで彼らの思ったとおりに動かす事が出来る。全員が般若心経を唱えて精神集中を高めると、精神動力で飛行する事も可能となる。なお、あくまでも全員の精神を集中させる為の手段として、般若心経を利用しただけであり（作中にも説明がある）、宗教的意味は皆無である。物語初期は普通に精神を集中するだけで操作しており、信仰心に依存する仕様ではない。
『ムーン　ムーン　ムーン』との駆動音を発して動き、強い脳波をキャッチするなどしてメカが加熱すると、あたかも少年達と心を一つにしたかのように、両目から涙の如くオイルがあふれだす。
基本的に武装は無く徒手空拳で戦うが、満月の夜に特に強い脳波が伝わると、胸部ブロックの開口部に背にした月が重なり、満月となったムーン胸部から強力なエネルギーの光輪が連続発射されて、敵を破壊する。(フルムーンアタック)
その力は絶大であるが、先述の『9人の少年の脳波・思考が一致することでしか動けない』というのが唯一にして最大の短所である。本作のラストでは結果的にこの点を突かれ、絶望の中で幕を下ろす。
連合正義軍
腐敗した世間を「正義」の名の下に断罪しようと企む秘密結社で、構成員は「デロリンマン」に登場するオロカメンそのままのコスチューム姿で暗躍する（いわゆるスターシステム）。殺害した人間の首をボートの模型に乗せて空に浮かべる「地獄船」や、サイボーグ化した巨大なオラウータンを操って世間を混乱に陥れ、最終的には日本に水爆を落とし、成功を見届けた後には構成員全員で割腹自殺を果たして報国する事を目論んでいたが、ムーンによって阻止され壊滅した。
ケンネル星人
犬の姿をした二足歩行の宇宙人。地球と友好条約を結ぶ為に飛来してきたが、木の国屋の利己的な野心や嗜虐心のために使者を惨殺されたことで方針を一気に変える。

## 書誌情報
- サンコミックス（1975年、朝日ソノラマ、全6巻）
- 小学館文庫（1997年4月 - 5月、小学館、全4巻）
- 小学館文庫版を底本にしたコミックパークの小学館オンデマンドコミックスが購入可能であったがコミックパークは2022年9月にサービス終了した。
- 完全版(2019年、復刊ドットコム、全3巻)

## アニメ化の企画
連載当時の1970年代と2006年頃にTVアニメ化の企画が立てられていたが、いずれも頓挫している。なお、2006年版の監督は神戸守の起用を予定していた。